# Miravista Pictures
Miravista Pictures é uma produtora de filmes criada em 2002 pela Walt Disney Pictures e pela Telefónica como uma divisão de filmes da Walt Disney Company para a produção exclusiva de filmes em toda a América Latina (inclusive o Brasil). É uma empresa especializada em produções a nível pan-regional. Sua principal função é criar filmes de todos os gêneros para exibição no cinema e na TV, inclusive séries exclusivas para a TV. A Miravista busca favorecer e enriquecer a atuação de escritores, produtores e artistas locais. A produção e divulgação dos filmes é feita exclusivamente pela própria Miravista Pictures e pela Walt Disney Pictures, já a distribuição fica sob os cuidados da Buena Vista Pictures.

## Áreas de atuação na América Latina
- Brasil
- Argentina
- Chile
- México
- Colômbia
- Paraguay
- Uruguay

## Trilha Sonora
A Miravista Pictures licenciou para Sony Music a distribuição dos álbuns com a trilha sonora dos filmes produzidos pela Miravista. A trilha sonora, é claro, é produzida pela Disney Music Group.

## Artistas
Como os filmes são produzidos em cidades locais e em países latinos, os atores e atrizes do elenco são artistas locais.

## Parcerias
Abaixo está uma lista com as parcerias feitas com a Walt Disney Pictures exclusivamente para a Miravista Pictures:
- Maurício de Sousa Produções
- Globo Filmes
- Televisa
- Sony Pictures
- Sony Music
- Imagem Filmes
- Paris Filmes
- Som Livre
- Total Entertainment
- Galeria Distribuidora